# Nous n'avons qu'une Terre
Nous n'avons qu'une Terre  est le nom d'un rapport commandé par Maurice Strong, secrétaire général de la conférence des Nations unies sur l'environnement de Stockholm, au biologiste et agronome René Dubos et à l’économiste britannique Barbara Ward. Il est publié en 1972,.

## Présentation
Bénéficiant du concours d'un comité réunissant 152 conseillers de 58 pays, ce rapport devait constituer le cadre de réflexion de la mise en œuvre de ce que nous pouvons appeler aujourd'hui une gouvernance mondiale de l'environnement. Destiné tout autant à la sensibilisation du public, il fut édité en 1972 en huit langues.